# رأس الأسد (سمك)
رأس الأسد (بالإنجليزية: Lionhead)‏ أحد أشهر أسماك الزينة، تنتمى لعائلة السمكة الذهبية، تحتاج لأوكسجين فوق العادى.